# Usoratalbahn
| Streckenführung der staatlichen Usoratalbahn Usora–Teslić–Pribinić |                                                                 |                                    |                                    |
| Streckenlänge: | Usora–Teslić: 25,7 km Usora–Pribinić: 40,8 km Insgesamt: 310 km |                                    |                                    |
| Spurweite: | 760 mm (Bosnische Spur)                                         |                                    |                                    |
| Maximale Neigung: | Usora–Teslić: 12.0 ‰                                            |                                    |                                    |
| Minimaler Radius: | Usora–Teslić: 50 m                                              |                                    |                                    |
| |                                                                 |                                    |                                    |
| \| \| \| ehem. Bosnabahn von Bosanski Brod \| \| \| \| \| \| \| \| \| 6,5 \| Rudanka \| Rudanka \| \| \| \| Bosna \| \| \| \| \| Normalspurstrecke von Šamac \| \| \| \| \| Doboj (ehem. Schmalspurbahnhof) \| \| \| \| \| Bosna, Normalspurstrecke von Tuzla \| \| \| \| \| Doboj (heutiger Normalspurbahnhof) \| \| \| \| \| Usora \| \| \| \| \| Bosna, Bosnabahn nach Sarajevo \| \| \| \| \| Usora \| \| \| \| 3,2 \| Karuše \| Karuše \| \| \| 8,6 \| Tešanjka \| Tešanjka \| \| \| 13,4 \| Jelah \| Jelah \| \| \| 15,9 \| Unkić \| Unkić \| \| \| 17,9 \| Kalošević \| Kalošević \| \| \| 20,6 \| Vrela \| Vrela \| \| \| 25,7 \| Teslić \| Teslić \| \| \| \| Velika Usora \| \| \| \| \| \| \| \| \| \| Anschluss Borja AD \| \| \| \| \| \| \| \| \| \| Mala Usora \| \| \| \| \| Memić Brdo \| \| \| \| \| Rasputnica Javorna \| \| \| \| \| \| \| \| \| \| \| \| \| \| \| Tedin Han \| \| \| \| \| \| \| \| \| \| Rastelica \| \| \| \| \| Ostružnja \| \| \| \| \| \| \| \| \| \| Mala Ukrina \| \| \| \| \| \| \| \| \| \| Kulaši \| \| \| \| 40,6 \| Pribinić \| Pribinić \| \| \| \| \| \| \| \| 45,1 \| Klupe \| Klupe \| \| \| 50,0 \| Lukovac \| Lukovac \| \| \| 55,3 \| Ladjovac \| Ladjovac \| \| \| 62,6 \| Bistrica \| Bistrica \| \| \| 67,1 \| Zelenika \| Zelenika \| \| \| 68,2 \| Vrlelnica \| Vrlelnica \| \| \| \| Velika Ukrina \| \| \| \| \| \| \| \| \| \| Milovo Brdo \| \| \| \| 35 \| Crna Rijeka \| Crna Rijeka \| \| \| \| Velika Usora \| \| \| \| 38 \| Kamenica \| Kamenica \| \| \| 41 \| Slatina \| Slatina \| \| \| 45 \| Rajćeva \| Rajćeva \| \| \| 49 \| Blatnica \| Blatnica \| \| \| \| \| \| \| \| 56 \| Jurkovac \| Jurkovac \| \| \| 57 \| Jezera \| Jezera \| \| \| \| Velika Usora \| \| \| \| 58 \| Krivaja \| Krivaja \| \| \| 61 \| Klan \| Klan \| \| \| 63,5 \| Crkvena \| Crkvena \| \| \| 66 \| Očaušrsica \| Očaušrsica \| \| \| 69 \| Besača \| Besača \| \| \| \| Očauš \| \| \| \| \| Maslovare \| \| \| \| \| Kotor Varoš \| \| \| \| \| Čelinac \| \| \| \| \| \| \| \| \| \| Vrbanja \| \| \| \| \| Vrbas \| \| \| \| \| Banja Luka \| \| \| \| \| Normalspurstrecke nach Novi Grad \| \| \| \| \| \| \| \| Quellen: Streckenschema - Waldbahnen um Teslić im Jahr 1922, Archiv Borja, Teslić - Waldbahnverbindungen zwischen Doboj und Banja Luka, 1931, Archiv Borja, Teslić Landkarten - Franzisco-Josephinischen Landesaufnahme, Österreichisches Staatsarchiv[2] Streckenprofil - Usora–Teslić: JŽ, Streckenprofil 65 Slavonski Brod–Teslić[3] \| \| \| \| |                                                                 |                                    |                                    |
| Strecke (außer Betrieb) |                                                                 | ehem. Bosnabahn von Bosanski Brod  | ehem. Bosnabahn von Bosanski Brod  |
| Strecke von links · Strecke quer · Strecke quer · Abzweig ehemals geradeaus und von rechts |                                                                 |                                    |                                    |
| Strecke · Bahnhof | 6,5                                                             | Rudanka                            | Rudanka                            |
| Strecke · Abzweig ehemals geradeaus und nach links · Strecke von rechts |                                                                 | Bosna                              | Bosna                              |
| Strecke · Strecke (außer Betrieb) · Abzweig geradeaus und von links |                                                                 | Normalspurstrecke von Šamac        | Normalspurstrecke von Šamac        |
| Strecke · Bahnhof (Strecke außer Betrieb) · Strecke |                                                                 | Doboj (ehem. Schmalspurbahnhof)    | Doboj (ehem. Schmalspurbahnhof)    |
| Strecke · Abzweig geradeaus und nach links (Strecke außer Betrieb) · Kreuzung (Querstrecke außer Betrieb) |                                                                 | Bosna, Normalspurstrecke von Tuzla | Bosna, Normalspurstrecke von Tuzla |
| Strecke · Strecke (außer Betrieb) · Bahnhof |                                                                 | Doboj (heutiger Normalspurbahnhof) | Doboj (heutiger Normalspurbahnhof) |
| Strecke · Bahnhof (Strecke außer Betrieb) · Strecke |                                                                 | Usora                              | Usora                              |
| Strecke · Abzweig geradeaus und nach links (Strecke außer Betrieb) · Abzweig ehemals quer und nach links |                                                                 | Bosna, Bosnabahn nach Sarajevo     | Bosna, Bosnabahn nach Sarajevo     |
| Strecke · Brücke über Wasserlauf (Strecke außer Betrieb) |                                                                 | Usora                              | Usora                              |
| Strecke · Haltepunkt / Haltestelle (Strecke außer Betrieb) | 3,2                                                             | Karuše                             | Karuše                             |
| Strecke · Bahnhof (Strecke außer Betrieb) | 8,6                                                             | Tešanjka                           | Tešanjka                           |
| Strecke · Bahnhof (Strecke außer Betrieb) | 13,4                                                            | Jelah                              | Jelah                              |
| Strecke · Haltepunkt / Haltestelle (Strecke außer Betrieb) | 15,9                                                            | Unkić                              | Unkić                              |
| Strecke · Haltepunkt / Haltestelle (Strecke außer Betrieb) | 17,9                                                            | Kalošević                          | Kalošević                          |
| Strecke · Haltepunkt / Haltestelle (Strecke außer Betrieb) | 20,6                                                            | Vrela                              | Vrela                              |
| Strecke · Bahnhof (Strecke außer Betrieb) | 25,7                                                            | Teslić                             | Teslić                             |
| Strecke · Brücke über Wasserlauf (Strecke außer Betrieb) |                                                                 | Velika Usora                       | Velika Usora                       |
| Strecke · Abzweig geradeaus und nach links (Strecke außer Betrieb) · Strecke quer (außer Betrieb) · Strecke von rechts (außer Betrieb) |                                                                 |                                    |                                    |
| Strecke · Strecke (außer Betrieb) · Bahnhof (Strecke außer Betrieb) |                                                                 | Anschluss Borja AD                 | Anschluss Borja AD                 |
| Strecke · Strecke von links (außer Betrieb) · Strecke quer (außer Betrieb) · Abzweig nach links und nach rechts (Strecke außer Betrieb) · Strecke von rechts (außer Betrieb) · Strecke (außer Betrieb) |                                                                 |                                    |                                    |
| Strecke · Brücke über Wasserlauf (Strecke außer Betrieb) · Brücke über Wasserlauf (Strecke außer Betrieb) · Strecke (außer Betrieb) |                                                                 | Mala Usora                         | Mala Usora                         |
| Strecke · Bahnhof (Strecke außer Betrieb) · Strecke (außer Betrieb) · Strecke (außer Betrieb) |                                                                 | Memić Brdo                         | Memić Brdo                         |
| Strecke · Bahnhof (Strecke außer Betrieb) · Strecke (außer Betrieb) · Strecke (außer Betrieb) |                                                                 | Rasputnica Javorna                 | Rasputnica Javorna                 |
| Strecke · Abzweig geradeaus und nach links (Strecke außer Betrieb) · Abzweig quer und von rechts (Strecke außer Betrieb) · Strecke von rechts (außer Betrieb) · Strecke (außer Betrieb) · Strecke (außer Betrieb) |                                                                 |                                    |                                    |
| Strecke · Strecke (außer Betrieb) · Strecke (außer Betrieb) · Strecke (außer Betrieb) |                                                                 |                                    |                                    |
| Strecke · Bahnhof (Strecke außer Betrieb) · Strecke (außer Betrieb) · Strecke (außer Betrieb) |                                                                 | Tedin Han                          | Tedin Han                          |
| Strecke · Abzweig geradeaus und nach links (Strecke außer Betrieb) · Strecke von rechts (außer Betrieb) · Strecke (außer Betrieb) · Strecke (außer Betrieb) |                                                                 |                                    |                                    |
| Strecke · Kopfbahnhof Streckenende (Strecke außer Betrieb) · Strecke (außer Betrieb) · Strecke (außer Betrieb) · Strecke (außer Betrieb) |                                                                 | Rastelica                          | Rastelica                          |
| Strecke · Bahnhof (Strecke außer Betrieb) · Strecke (außer Betrieb) · Strecke (außer Betrieb) |                                                                 | Ostružnja                          | Ostružnja                          |
| Tunnel · Strecke (außer Betrieb) · Strecke (außer Betrieb) · Strecke (außer Betrieb) |                                                                 |                                    |                                    |
| Brücke über Wasserlauf · Brücke über Wasserlauf (Strecke außer Betrieb) · Strecke (außer Betrieb) · Strecke (außer Betrieb) |                                                                 | Mala Ukrina                        | Mala Ukrina                        |
| Strecke nach links · Strecke quer · Abzweig ehemals geradeaus und von rechts · Strecke (außer Betrieb) · Strecke (außer Betrieb) |                                                                 |                                    |                                    |
| Bahnhof · Strecke (außer Betrieb) · Strecke (außer Betrieb) |                                                                 | Kulaši                             | Kulaši                             |
| Strecke · Bahnhof (Strecke außer Betrieb) · Strecke (außer Betrieb) | 40,6                                                            | Pribinić                           | Pribinić                           |
| Strecke · Tunnel (Strecke außer Betrieb) · Strecke (außer Betrieb) |                                                                 |                                    |                                    |
| Strecke · Bahnhof (Strecke außer Betrieb) · Strecke (außer Betrieb) | 45,1                                                            | Klupe                              | Klupe                              |
| Strecke · Bahnhof (Strecke außer Betrieb) · Strecke (außer Betrieb) | 50,0                                                            | Lukovac                            | Lukovac                            |
| Strecke · Bahnhof (Strecke außer Betrieb) · Strecke (außer Betrieb) | 55,3                                                            | Ladjovac                           | Ladjovac                           |
| Strecke · Bahnhof (Strecke außer Betrieb) · Strecke (außer Betrieb) | 62,6                                                            | Bistrica                           | Bistrica                           |
| Strecke · Bahnhof (Strecke außer Betrieb) · Strecke (außer Betrieb) | 67,1                                                            | Zelenika                           | Zelenika                           |
| Strecke · Bahnhof (Strecke außer Betrieb) · Strecke (außer Betrieb) | 68,2                                                            | Vrlelnica                          | Vrlelnica                          |
| Strecke · Brücke über Wasserlauf (Strecke außer Betrieb) · Strecke (außer Betrieb) |                                                                 | Velika Ukrina                      | Velika Ukrina                      |
| Abzweig geradeaus und ehemals von links · Strecke quer (außer Betrieb) · Strecke nach rechts (außer Betrieb) · Strecke (außer Betrieb) |                                                                 |                                    |                                    |
| Bahnhof · Strecke von links (außer Betrieb) · Strecke quer (außer Betrieb) · Strecke nach rechts (außer Betrieb) |                                                                 | Milovo Brdo                        | Milovo Brdo                        |
| Strecke · Bahnhof (Strecke außer Betrieb) | 35                                                              | Crna Rijeka                        | Crna Rijeka                        |
| Strecke · Brücke über Wasserlauf (Strecke außer Betrieb) |                                                                 | Velika Usora                       | Velika Usora                       |
| Strecke · Bahnhof (Strecke außer Betrieb) | 38                                                              | Kamenica                           | Kamenica                           |
| Strecke · Bahnhof (Strecke außer Betrieb) | 41                                                              | Slatina                            | Slatina                            |
| Strecke · Bahnhof (Strecke außer Betrieb) | 45                                                              | Rajćeva                            | Rajćeva                            |
| Strecke · Bahnhof (Strecke außer Betrieb) | 49                                                              | Blatnica                           | Blatnica                           |
| Strecke · Abzweig geradeaus und nach links (Strecke außer Betrieb) · Abzweig quer und von rechts (Strecke außer Betrieb) · Strecke von rechts (außer Betrieb) |                                                                 |                                    |                                    |
| Strecke · Strecke (außer Betrieb) · Strecke (außer Betrieb) · Kopfbahnhof Streckenende (Strecke außer Betrieb) | 56                                                              | Jurkovac                           | Jurkovac                           |
| Strecke · Strecke (außer Betrieb) · Kopfbahnhof Streckenende (Strecke außer Betrieb) | 57                                                              | Jezera                             | Jezera                             |
| Strecke · Brücke über Wasserlauf (Strecke außer Betrieb) |                                                                 | Velika Usora                       | Velika Usora                       |
| Strecke · Bahnhof (Strecke außer Betrieb) | 58                                                              | Krivaja                            | Krivaja                            |
| Strecke · Bahnhof (Strecke außer Betrieb) | 61                                                              | Klan                               | Klan                               |
| Strecke · Bahnhof (Strecke außer Betrieb) | 63,5                                                            | Crkvena                            | Crkvena                            |
| Strecke · Bahnhof (Strecke außer Betrieb) | 66                                                              | Očaušrsica                         | Očaušrsica                         |
| Strecke · Bahnhof (Strecke außer Betrieb) | 69                                                              | Besača                             | Besača                             |
| Strecke · Tunnel (Strecke außer Betrieb) |                                                                 | Očauš                              | Očauš                              |
| Strecke · Bahnhof (Strecke außer Betrieb) |                                                                 | Maslovare                          | Maslovare                          |
| Strecke · Bahnhof (Strecke außer Betrieb) |                                                                 | Kotor Varoš                        | Kotor Varoš                        |
| Bahnhof · Strecke (außer Betrieb) |                                                                 | Čelinac                            | Čelinac                            |
| Abzweig geradeaus und ehemals nach links · Strecke nach rechts (außer Betrieb) |                                                                 |                                    |                                    |
| Brücke über Wasserlauf |                                                                 | Vrbanja                            | Vrbanja                            |
| Brücke über Wasserlauf |                                                                 | Vrbas                              | Vrbas                              |
| Bahnhof |                                                                 | Banja Luka                         | Banja Luka                         |
| Strecke |                                                                 | Normalspurstrecke nach Novi Grad   | Normalspurstrecke nach Novi Grad   |
| |                                                                 |                                    |                                    |
| Quellen: Streckenschema - Waldbahnen um Teslić im Jahr 1922, Archiv Borja, Teslić - Waldbahnverbindungen zwischen Doboj und Banja Luka, 1931, Archiv Borja, Teslić Landkarten - Franzisco-Josephinischen Landesaufnahme, Österreichisches Staatsarchiv Streckenprofil - Usora–Teslić: JŽ, Streckenprofil 65 Slavonski Brod–Teslić |                                                                 |                                    |                                    |

Die Usoratalbahn und Waldbahn Teslić waren Schmalspurbahnen mit der Spurweite 760 mm, die von Usora im Tal der Bosna ausgehend, die Holzindustrie in Teslić mit Holz aus den umfangreichen Wäldern zwischen Teslić und Banja Luka versorgten und deren Produkte zur schmalspurigen Hauptstrecke, der Bosnabahn, transportierten. Während ihrer größten Ausdehnung, zwischen den Weltkriegen, bestanden sie aus vier Strecken mit einer Gesamtlänge von etwa 310 Kilometern.

## Geschichte

Mit kkStB T baugleiche Lok der Reihe DD und Arbeiter beim Bahnbau in Pribinić

Im Zuge der Industrialisierung Bosniens nach der Okkupation durch Österreich-Ungarn schloss die Triester Firma Morpurgo und Parente mit der Landesregierung 1886 einen langjährigen Vertrag wegen Ausnützung der kolossalen Eichenbestände, die sich in westlicher Richtung in den Wäldern zwischen Bosna und Vrbas finden. Sie baute die entsprechende Eisenbahninfrastruktur in Form von solide ausgeführten Schleppbahnen in Richtung Westen, zu den Hauptschlägen. So entstand die 40 Kilometer lange Bahnlinie von der Ortschaft Usora im Bosnatal entlang der Usora nach Pribinić. Bei km 26, am Zusammenfluss der Velika und Mala Usora, entwickelte sich das junge Städtchen Teslić um die sich dort ansiedelnde holzverarbeitende Industrie (1904: Bosnische Holzverwertungs Actiengesellschaft Teslić).
Die von Teslić ausgehenden Waldbahnen führten in südliche, westliche und nördliche Richtung, und Renner schrieb schon 1896, so dass sie wohl eines schönen Tages die Bahnlinie Banja Luka-Doberlin erreichen werden. Die genannte Firma produzierte u. a. Fassdauben und belieferte aus der Holzdestillation alle 6 Hochöfen des Landes mit Holzkohle und beherrschte mit ihren Nebenprodukten den Markt von Österreich-Ungarn und Deutschland. Nach Auslaufen des Kontraktes sollte die Bahnlinie der Landesregierung zufallen. Nach dem Ersten Weltkrieg war die Firma als Destilacija drva Teslić (Holz-Destillation Teslić), seit kommunistischer Zeit als Drvna industrija Borja Teslić bekannt.
Streckenskizzen von 1922, 1930, 1931 und 1960 legen nahe, dass Anfang der 1930er Jahre mit 310 Kilometern die größte Ausdehnung des Streckennetzes, das damals bis Banja Luka führte, erreicht wurde. Die Transportleistung lag damals bei etwa 500.000 Tonnen, was fast 5.000 Zügen entspricht.
1960 waren nur noch die Strecke Doboj–Teslić und die zwei Waldbahnstrecken von Teslić nach Süden und Norden übrig geblieben. Die Verbindungen mit Banja Luka bestanden nicht mehr. Insgesamt wurden 1965 etwa 150.000 Tonnen Holz abtransportiert, wovon noch 60 % auf der Schiene. Seit spätestens den 1980er Jahren ist der Bahnbetrieb auf allen beschriebenen Strecken eingestellt.

## Streckenbeschreibung und Verkehr

### Hauptstrecke Usora–Teslić–Pribinic

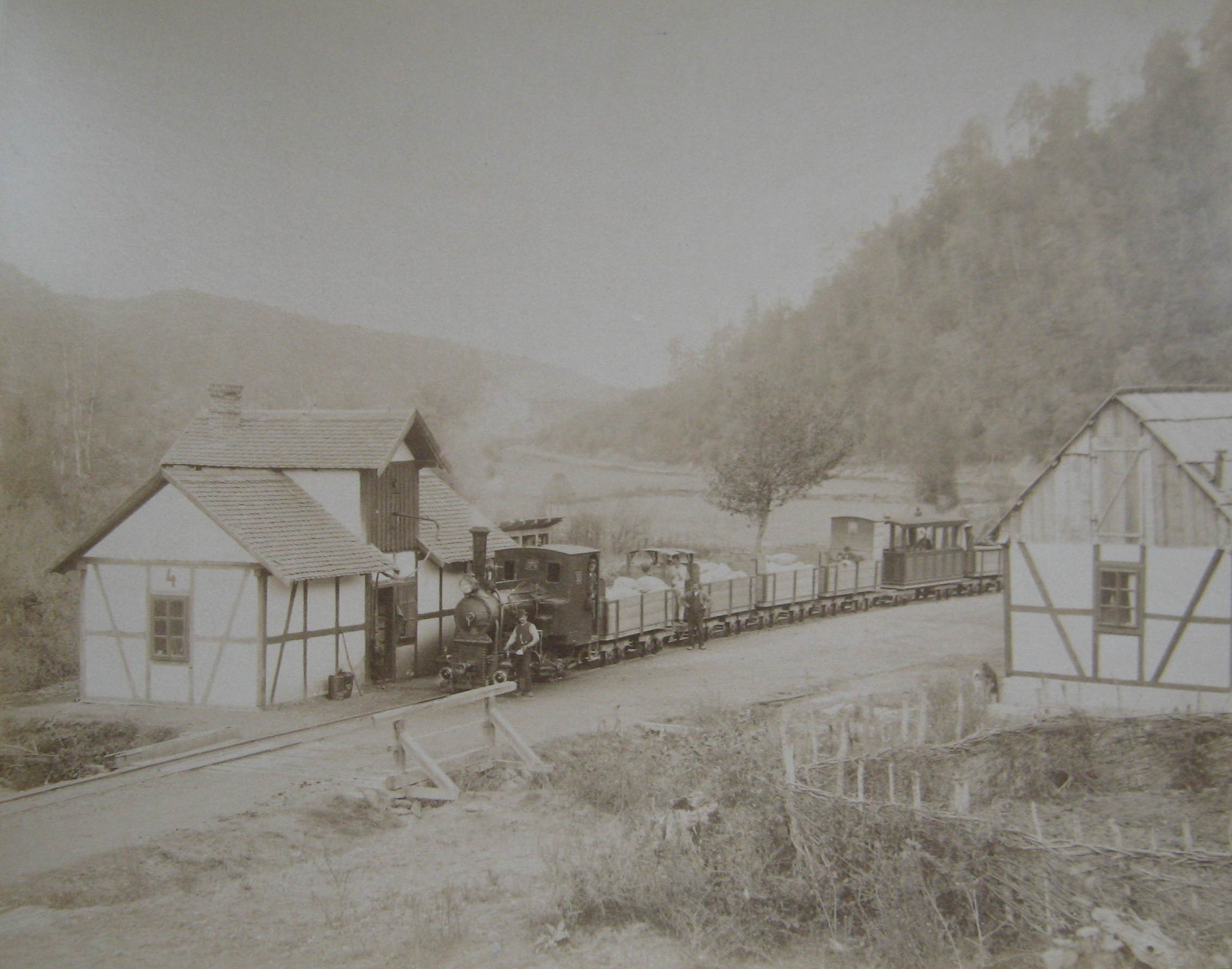
Zug der Usoratalbahn in Vrela

Die Strecke Usora–Pribinić hatte eine Länge von 40,8 Kilometer und führte unspektakulär durch das weite Tal der Usora. Sie wurde anfänglich unmittelbar auf dem Straßenkörper geführt. Bis 1918 war die Strecke Eigentum des bosnisch-herzegowinischen Landesärars und wurde von der bosnisch-herzegowinischen Forstverwaltung auf eigene Rechnung betrieben.
Im Fahrplan von 1965 ist sie als Teil der Strecke 80 (Bosanski Brod–Teslić) aufgeführt. Das Teilstück nach Pribinić war schon länger abgebaut. Täglich verkehrten drei Personenzugpaare, die für die 26 Kilometer lange Strecke von Teslić nach Usora etwa eineinhalb Stunden benötigten. Es bestand die Möglichkeit zur Weiterfahrt auf der ehemaligen Stammstrecke der Bosnabahn, deren Teilstück Usora–Bosanski Brod (83 km) damals noch erhalten war. Da Usora keine Station an normalspurigen Hauptbahn Sarajevo–Šamac (Strecke 65) besaß, bestand dort keine direkte Umsteigemöglichkeit.

### Teslić–Očauš–Čelinac–Banja Luka
Dies war die südliche und mit 133 km auch längste Verbindung zwischen Teslić und Banja Luka. Ortschaften an dieser Strecke, die bis zum höchsten Punkt (Očauš-Tunnel, 581 m ü. A.) der Velika Usora folgte, sind Blatnica, Crkvena, Maslovare, Kotor Varoš und Čelinac.  Von Blatnica führte eine Abzweigung in ein südliches Seitental nach Jurkovac  und Jezera.  Der Očauš-Tunnel, laut Streckenschema von 1930 1,7 Kilometer lang (69,1& – 70,8 km von Usora), führte in nordwestlicher Richtung in ein Tal, das nach Maslovare führt.

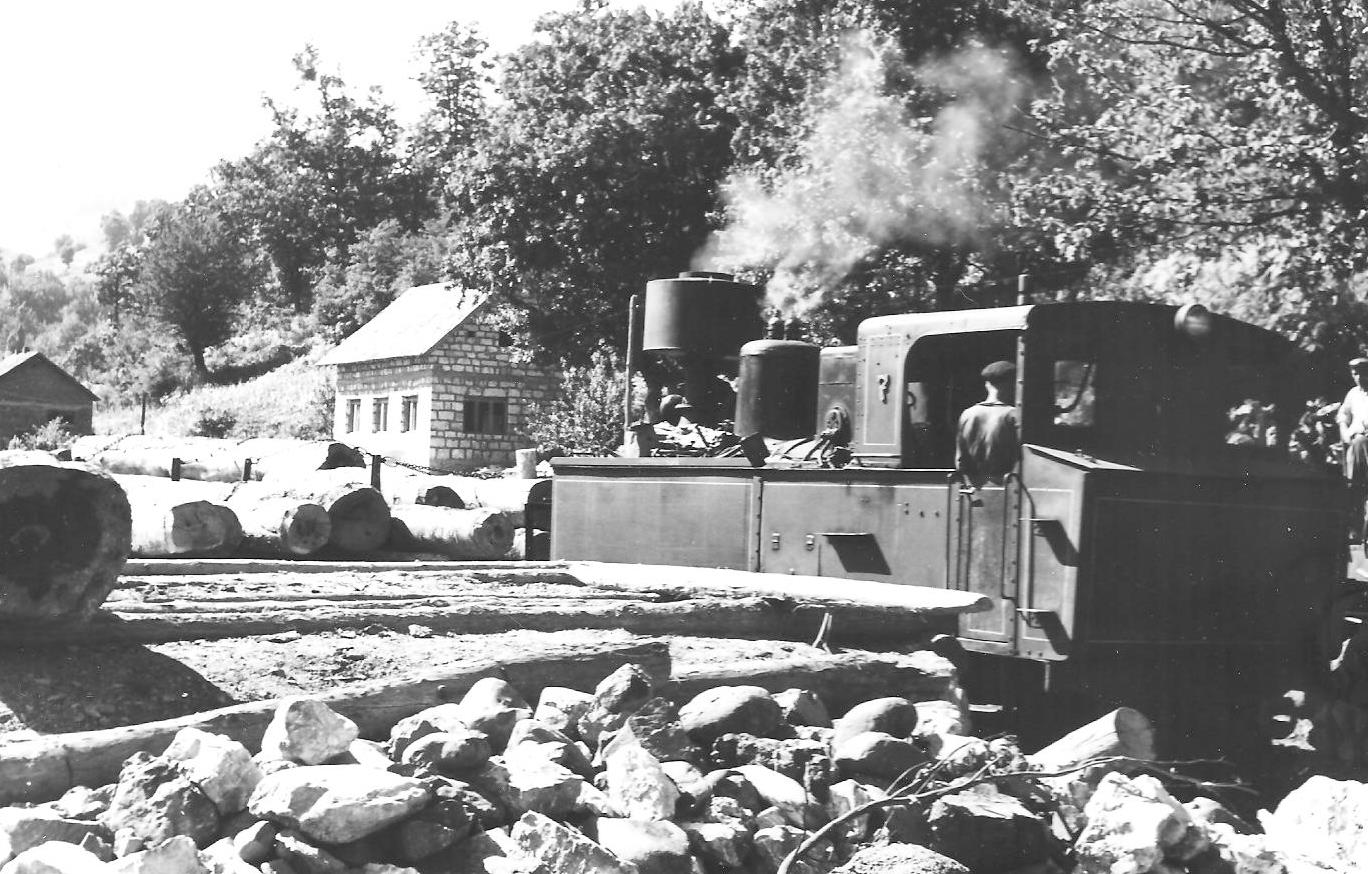
Stammholzwagen an der Laderampe in Krivaja, mit Lok Nr. 7, 1967
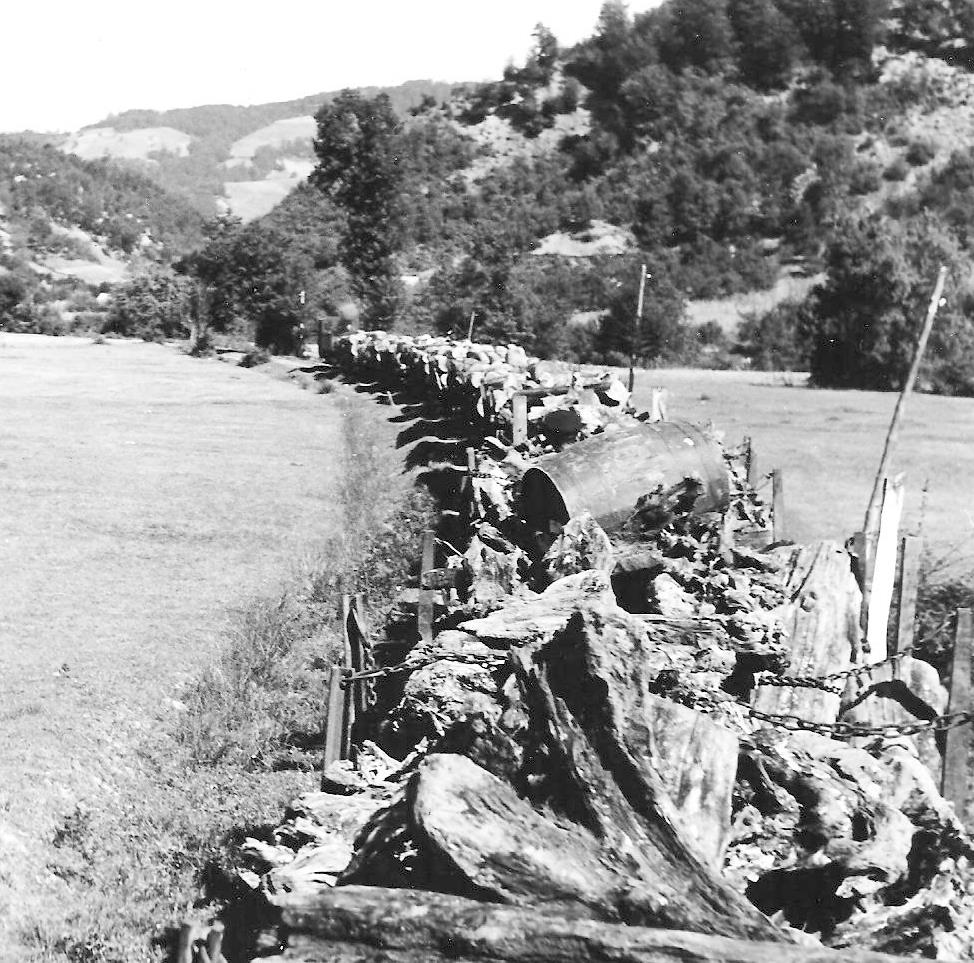
Waldbahnzug mit Stammholz, Holzscheiten und Stubben zwischen Krivaja und Blatnica, 1967
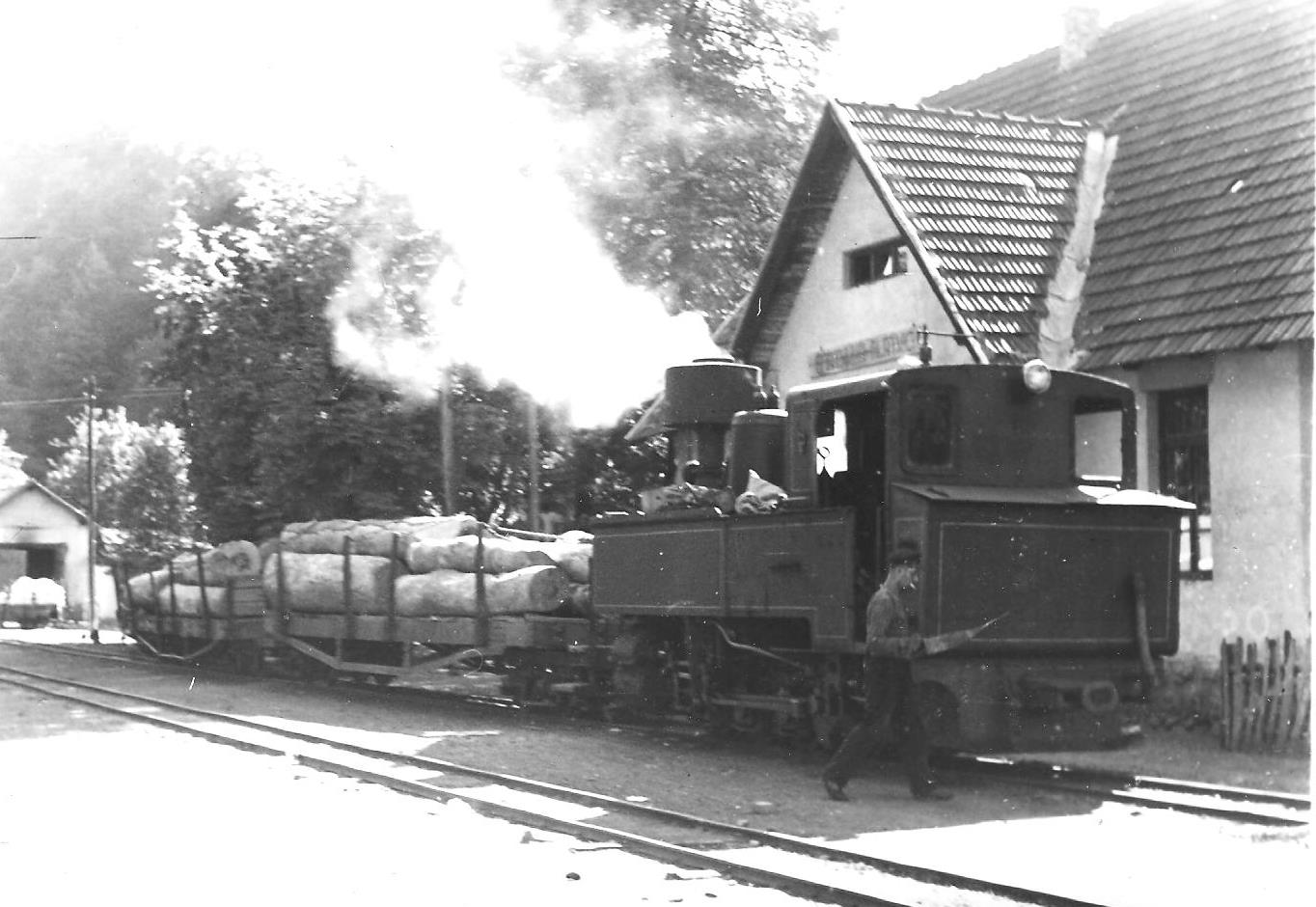
Ein Waldbahnzug bestehend aus 12 Wagen und der Lok Nr. 7 vor dem Bahnhofsgebäude von Blatnica, 1967
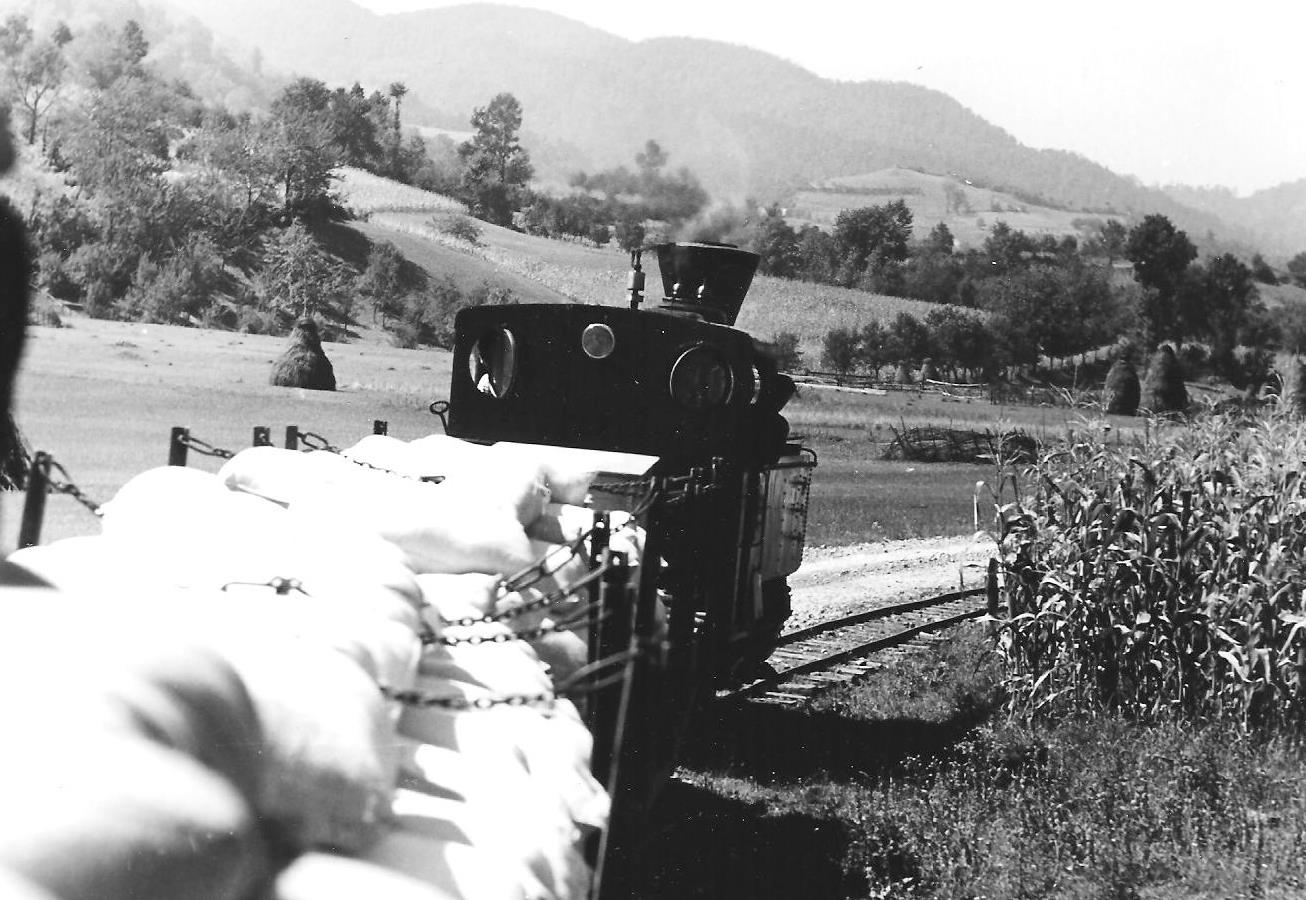
Bergfahrt eines 3-Wagenzuges bei Crna Rijeka, Probefahrt Lok Nr. 4, 1967
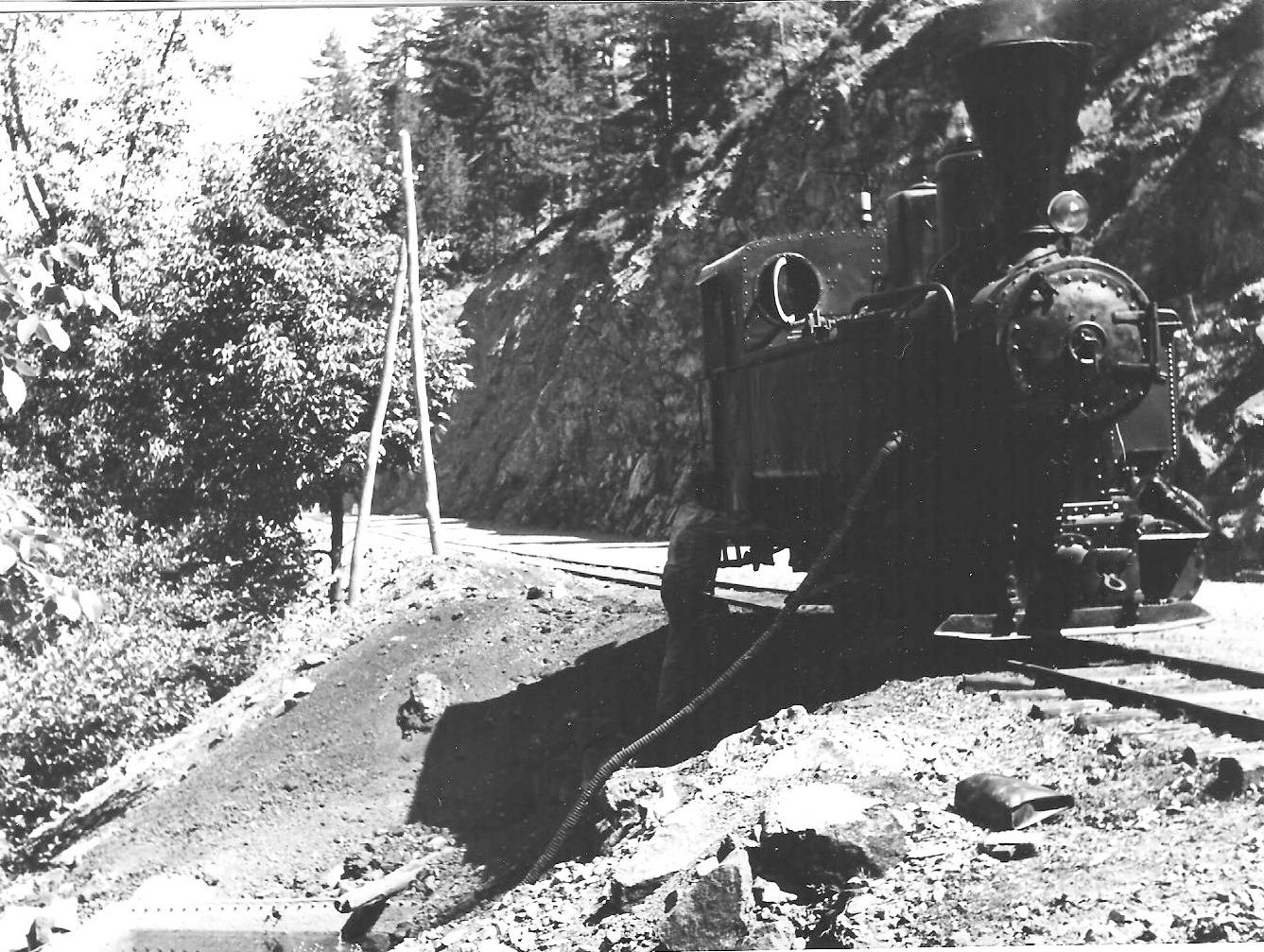
Lok Nr. 4 beim Wasserfassen mit der Saugpumpe, Slatina, 1967

### Teslić–Pribinić–Čelinac

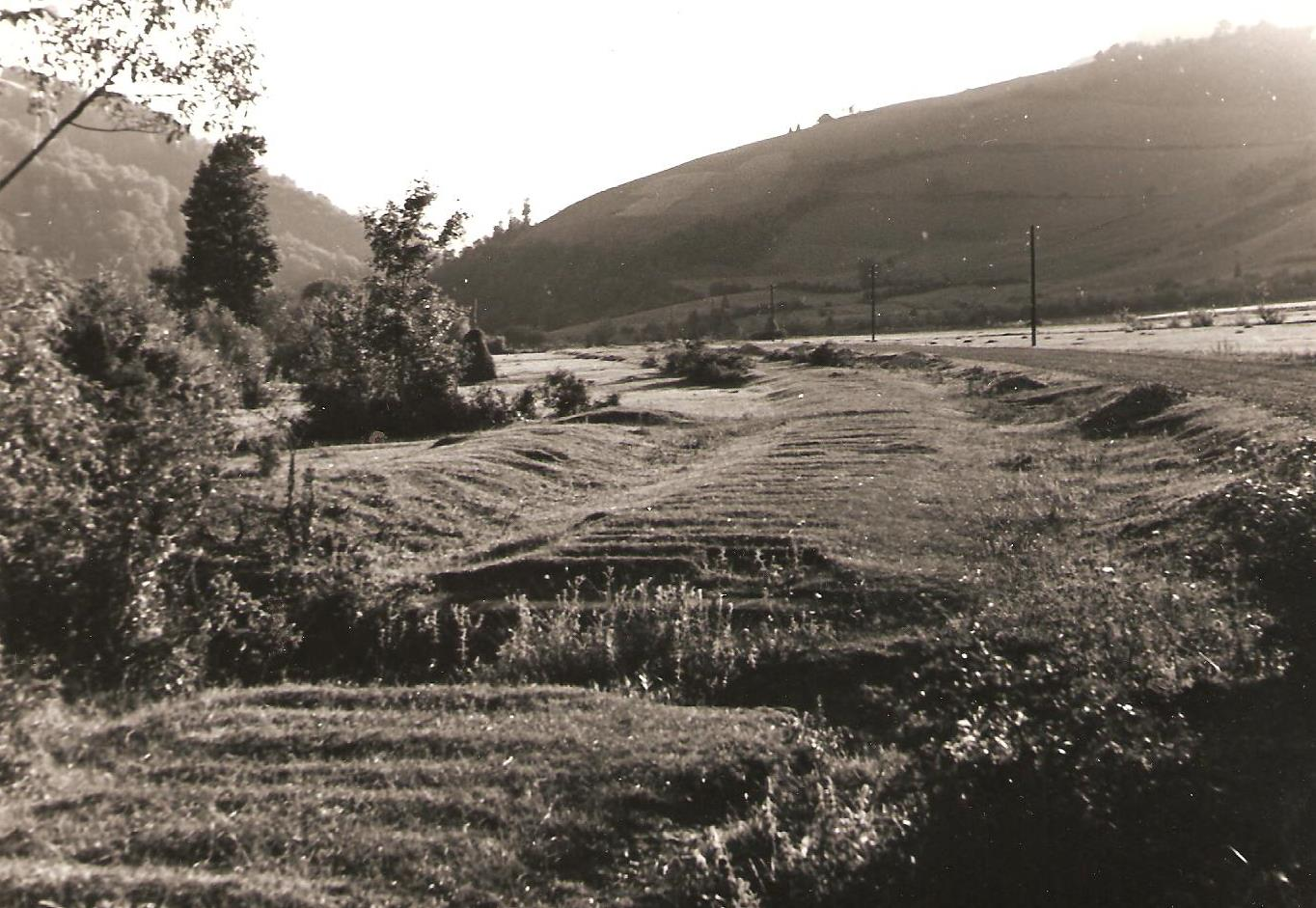
Der Bahnkörper der ehemaligen Waldbahn verlief neben der heutigen Straße, bei Kotor Varoš, 1967

Die mittlere Verbindung verlief etwa dort, wo heute die Straße R476/R476a Banja Luka–Kotor Varoš–Teslić verläuft. 1922 ging die Bahn von Pribinić 27,6 km weiter bis Vrlelnica. Die Strecke nach Milovo Brdo war 1930 projektiert und 1931 im Betrieb. Die Verbindung von Banja Luka nach Milovo Brdo existierte bereits 1930.

### Doboj–Rudanka–Kulaši–Milovo Brdo–Čelinac
Die kürzeste Verbindung zwischen Doboj und Banja Luka (95 km) verlief etwa dort, wo heute die normalspurige Bahn Doboj Novi–Banja Luka Predgrađe (94 km) verkehrt. Ortschaften auf dieser Strecke sind Rudanka, Kulaši und Milovo Brdo (325 m ü. A.). Die Strecke Doboj–Kulaši ist auf dem Streckenschema von 1930 noch nicht eingetragen, auch nicht projektiert. Bereits 1931 ist sie aber eingezeichnet. Bei Čardak (km 19,5) war ein Tunnel.

### Teslić–Kulaši
Die Strecke von Teslić nach Kulaši führte laut Schema von 1922 über Memić Brdo, Tedin Han (mit Abzweig nach Rastelica), Ostružnja nach Kulaši. Auf der Streckenkarte von 1960 (1:150.000) ist diese nördliche Waldbahn detaillierter dargestellt: Bei Rasputnica Javorna zweigte in westlicher Richtung eine sich mehrfach weiter verzweigende Seitenstrecke ab: Vlavl km 2,1 – Abzweigung nach Velika Jama km 7,2 – 2 km weiter eine 2 km lange Stichstrecke, Lipovača km 7,1, und kurz darauf die Gabelung in die Täler der Mrka Rijeka → Šnjegotina, und Bjela Rijeka → Čečava km 15, Kruševica km 22, Trdin Han km 25, Kulaši km 31, Kamenica km 36, Počina km 44, Zelenikovać km 65.

## Bahnanlagen der Borja

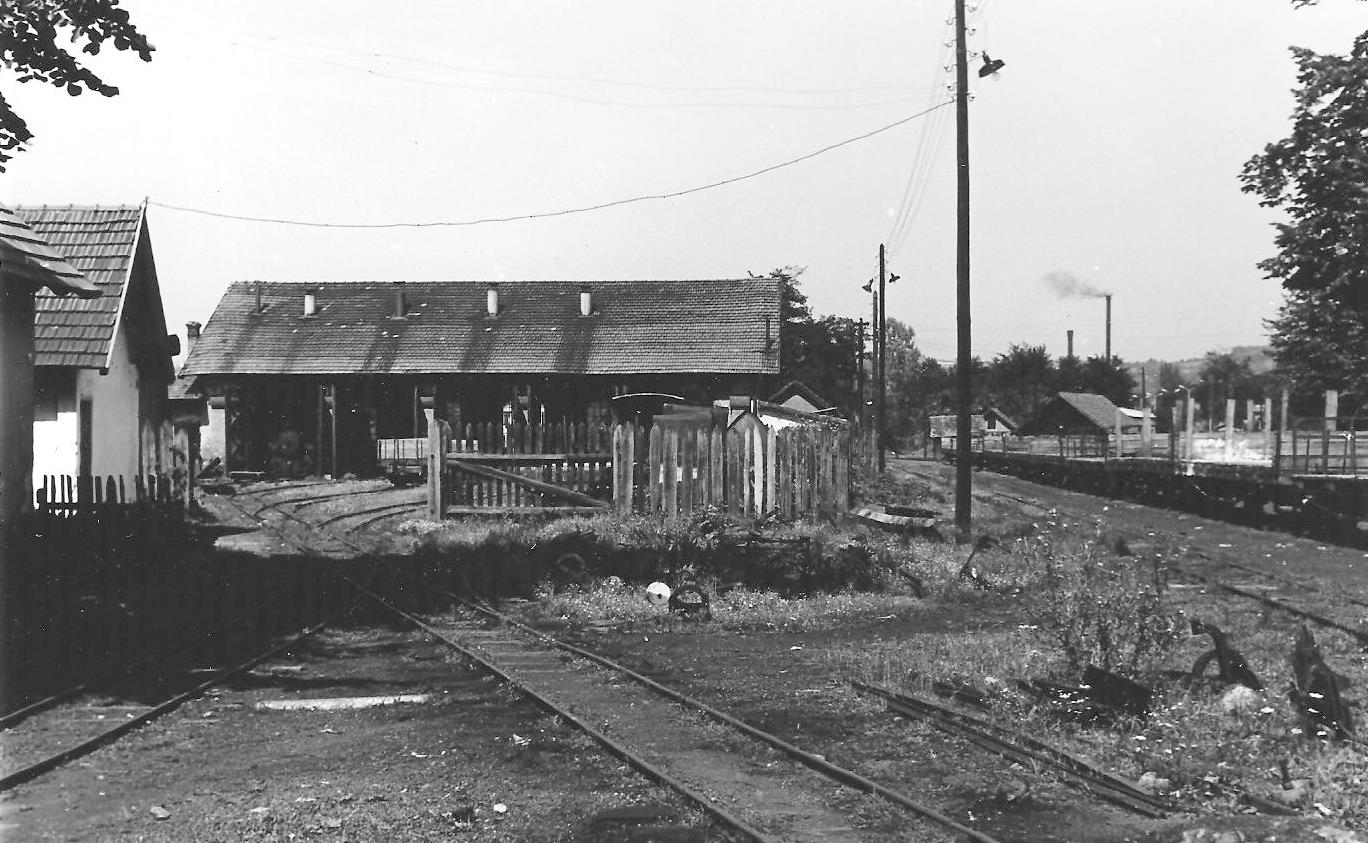
Heizhaus

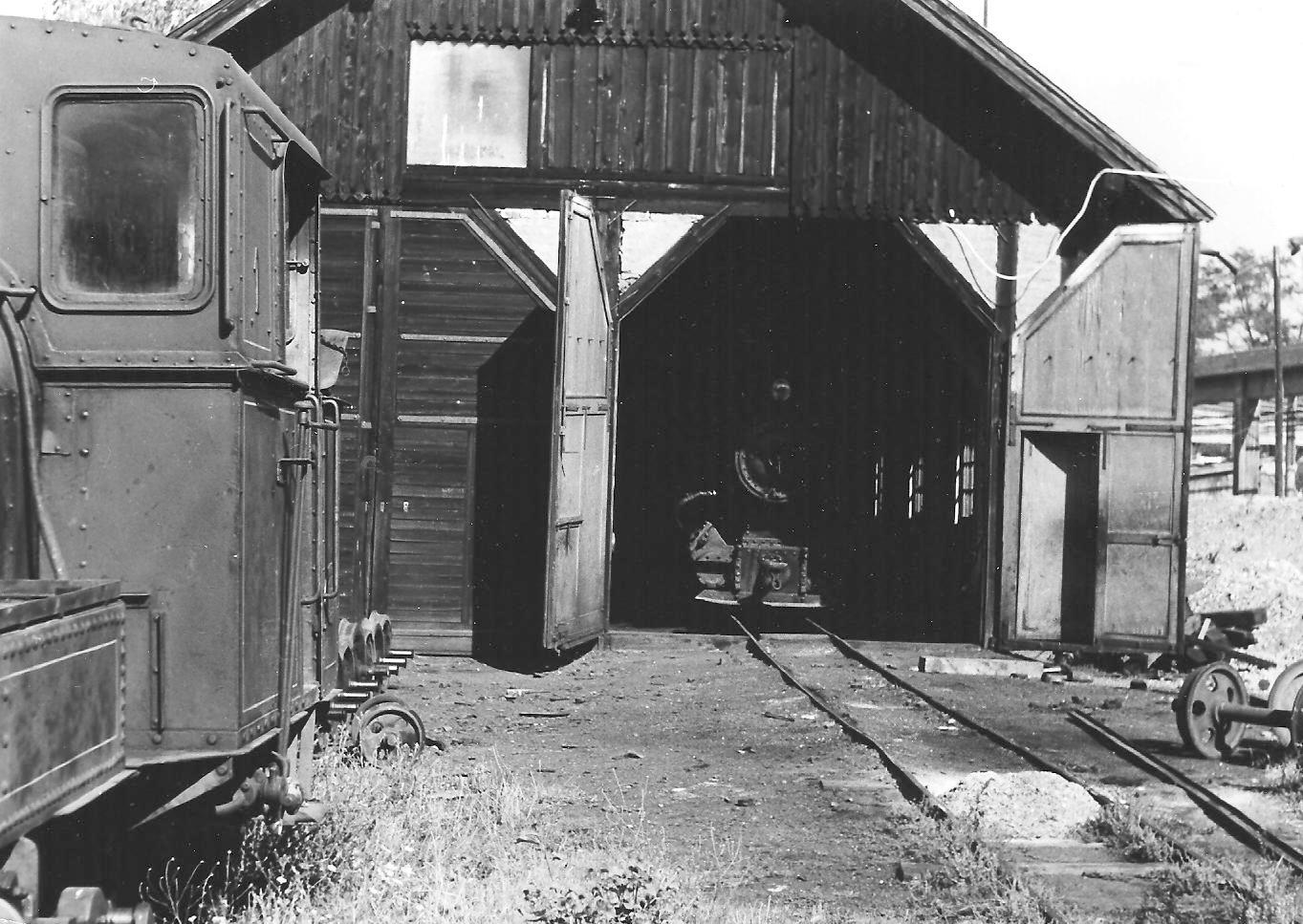
Zweigleisige Reparaturwerkstatt. Vorne links Lok 1

Mehrere lange Bereitstellungsgleise waren vorhanden. Für Wartung und Reparatur des Fuhrparks stand ein zweigleisiger Lokschuppen mit zwei großen Drehbänken zur Verfügung. Das Heizhaus hatte vier Gleise.

## Lokomotiven

### Usoratalbahn
Die auf der Šumska želježnića Usora–Pribinić (Waldbahn Usora–Pribinić) eingesetzten Maschinen Nr. 1 bis 8 wurden zwischen 1898 und 1913 von Seiten des Staates wie auch der Holzverwertungs-AG beschafft.
Es waren Nassdampftenderlokomotiven der Achsfolge B bis D. Nach den Weltkriegen in Betrieb genommene Maschinen waren die Nr. 5595, JŽ 71-005 und Nr. 6 (Jung 1953).
In den 1960er Jahren wurde der Zugverkehr zwischen Teslić und Doboj hauptsächlich von Schlepptenderlokomotiven der Baureihe JDŽ 83 abgewickelt.

### Borja
Bei Horn sind für die Firma Destillatia Drvar Teslić vier Nassdampfmaschinen genannt, 1DD bis 4DD. Im Jahr 1967 gehörten die Lokomotiven zum Fuhrpark der Borja AD (AD: Akcionarsko Društvo, Aktiengesellschaft) und wurden auch dort gewartet bzw. instand gesetzt. Die folgenden Lokomotiven konnten im August 1967 bei Borja angetroffen werden:
- Die Nr. 1 von Orenstein & Koppel war 1965 zu einer Diesellokomotive umgebaut worden, und erhielt die Nr. 10.
- Nr. 1: Krauss Linz 1371, 1924 ex 7 „Beograd“ von Holzindustrie Turbe;
- Nr. 2: Krauss Linz 3838, 1898;
- Nr. 3: Jung 10149, 1944;
- Nr. 4: Krauss Linz 5399, 1905;
- Nr. 5: Krauss Linz 5316, 1905;
- Nr. 6: Jung 11933, 1953;
- Nr. 7: Krauss Linz 6702, 1912;
- Nr. 8: Krauss Linz 3639, 1897–1962 ausgemustert;
- Nr. 3DD Maffei 1910.

Daneben gab es motorisierte Draisinen, die geschlossen aus einem Auto aufgebaut waren oder offen mit einem Motorradmotor angetrieben wurden.

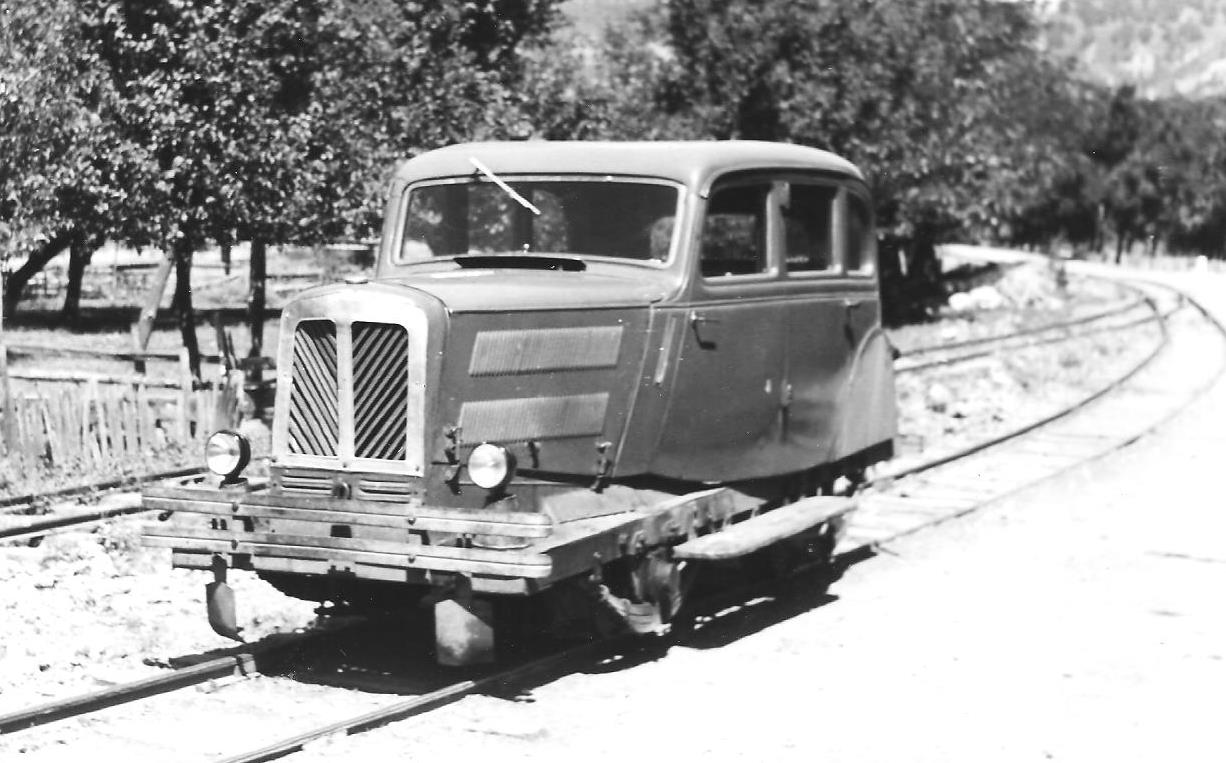
Eine Autodraisine in der Station Slatina, 1967
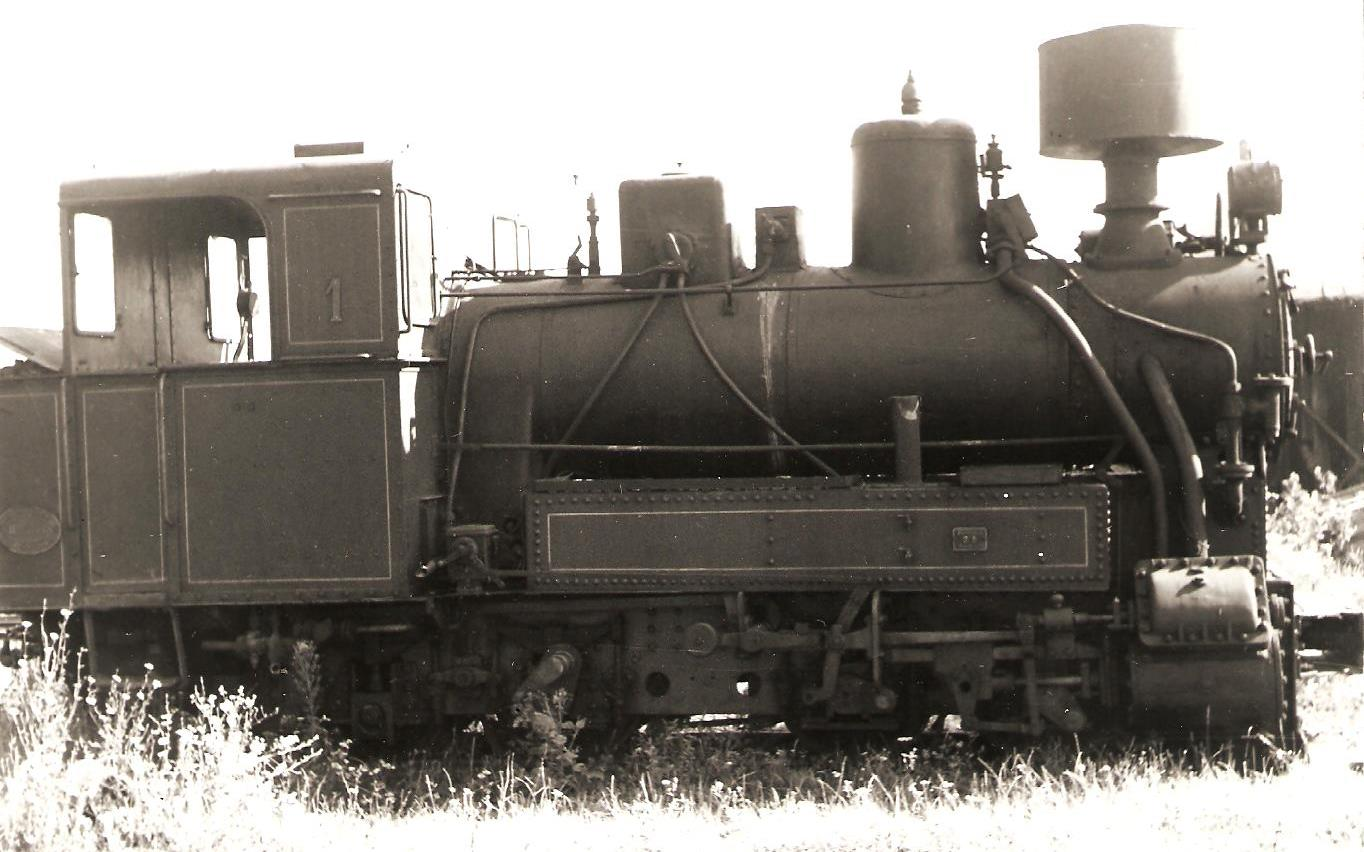
Lokomotive Nr. 1, deren Klien-Lindner-Hohlachsen zur Revision ausgebaut sind, 1967
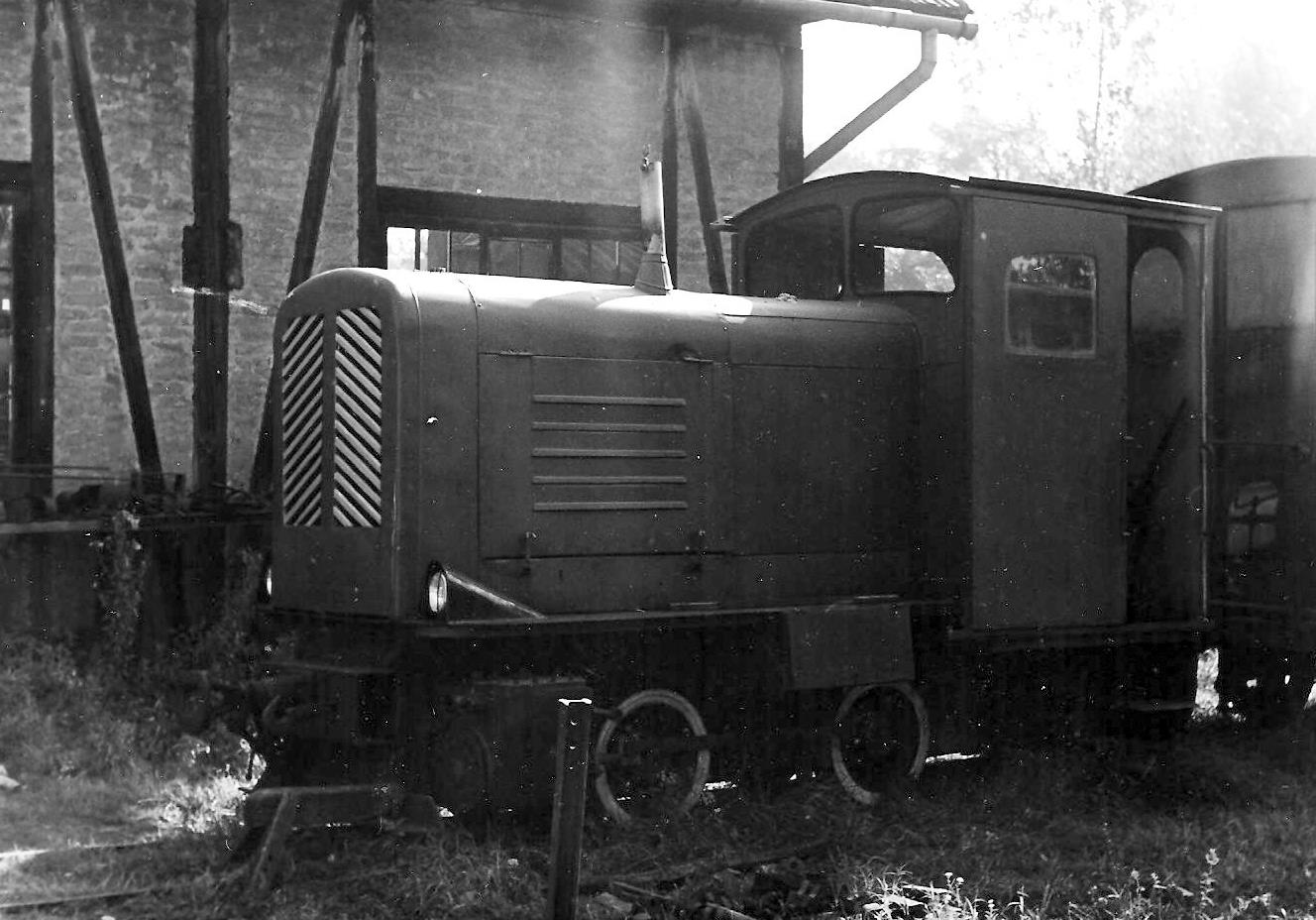
Ehemalige Lok Nr. 1, 1965 umgebaut in eine Diesellokomotive (Nr. 10). Die Dampfzylinder sind noch vorhanden, 1967

## Heutiger Zustand
Keine der genannten Schmalspurbahnen existiert mehr. Die Strecke Doboj–Kulaši–Čelinac–Banja Luka wurde nach dem Zweiten Weltkrieg durch den Bau der normalspurigen Strecke 66 ersetzt.